# Îlet à Colas
L'îlet à Colas est un îlet habité situé dans le Grand Cul-de-sac marin, appartenant administrativement à Morne-à-l'Eau en Guadeloupe.
Il fait partie du Parc national de la Guadeloupe.

## Géographie
Il se situe dans la Passe à Colas, à 500 m à l'Est de l'îlet à Fajou. Selon la plus haute autorité internationale en matière de délimitation des mers, l'Organisation hydrographique internationale (OHI), dans sa publication de renommée mondiale, « Limites des océans et des mers », 3e édition de 1953 il fait partie de la mer des Caraïbes comme l'ensemble de la Guadeloupe.

## Histoire
Il portait à l'origine le nom d'îlet Saint-Nicolas. Il est en partie immergé depuis le tremblement de terre de 1843.